# Носович, Павел Иванович
Павел Иванович Носович (1829—1887) — военный педагог и организатор учебного процесса, генерального штаба генерал-майор.

## Биография
Родился, по сведениям Половцова, в 1829 году; по другим сведениям — 19 апреля 1830 года.
Произведён в офицеры 13 июня 1848 года. В 1866 — 1877 директор Новгородского графа Аракчеева кадетского корпуса, затем директор 1-го кадетского корпуса. Высочайшим приказом 20 мая 1868 года был произведён в генерал-майоры со старшинством от  30 августа 1869.
Умер 16 (28) октября 1887 года.

### Награды
- орден Святой Анны 2-й степени (1864), императорская корона к ордену (1866);
- орден Святого Владимира 3-й степени (1870);
- орден Святого Станислава 1-й степени (1872);
- орден Святой Анны 1-й степени (1880).

## Семья
Был женат на Софье Дмитриевне Масловой (1839—?), дочери подполковника Дмитрия Николаевича Маслова. Их дети:
- Дмитрий (1862 — не ранее 1925[4])[5]
- Виктор (?—?)
- Владимир (1864—1936)
- Ольга; её муж — Александр Дмитриевич Протопопов